# José Quiñones de León

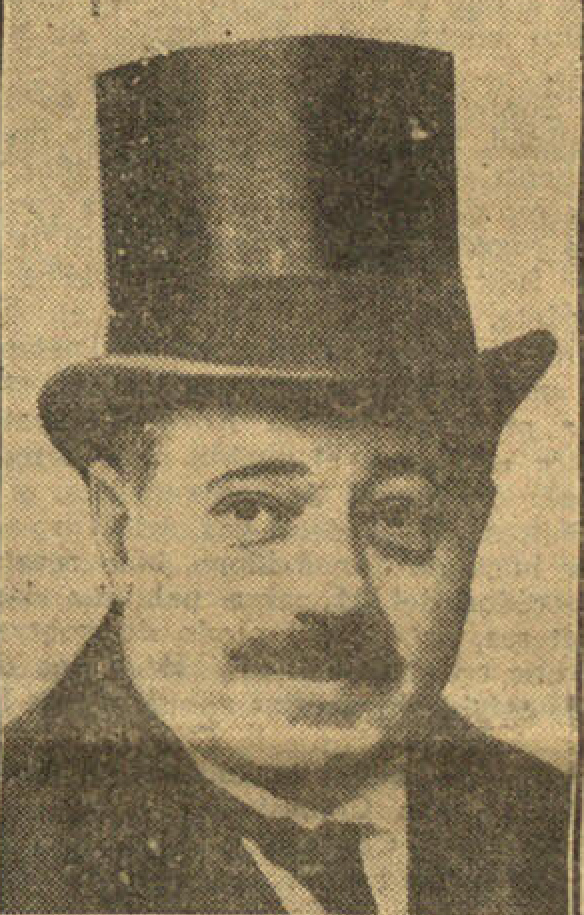
Retrato de Quiñones de León publicado en 1926

José María Quiñones de León (París, 28 de septiembre de 1873-París, 21 de noviembre de 1957) fue un diplomático español muy vinculado a la monarquía, y en especial al rey Alfonso XIII a quien acompañó durante su exilio en París. En esta ciudad prestó importantes servicios al bando sublevado durante la guerra civil española.

## Biografía
La causa de su nacimiento en el extranjero fue el exilio de su padre, el cual cruzó la frontera en 1868 siguiendo la suerte Isabel II. En París José recibió la educación francesa que luego le sería muy útil en su trabajo diplomático del día a día.
De noble y acaudalada familia leonesa, vivió casi siempre en París y conoció a fondo la Belle Époque. Pese a no ser un profesional de la carrera diplomática, su amistad con el rey y su profundo conocimiento de Francia y los franceses en el que se incluían hombres de Estado, actores, banqueros, deportistas y generales, señalaban su destino de embajador en París. Su vida diplomática, propiamente dicha, se inició como agregado (en París, naturalmente) a las órdenes del célebre embajador Fernando León y Castillo. En agosto de 1918 comenzó sus funciones como embajador en París, nombrado por un Gobierno de concentración nacional. Asimismo desarrolló en la Sociedad de Naciones un importante papel al conseguir para España un lugar semi-permanente en el Consejo. Por otra parte, su amistad con Aristide Briand le resultó muy provechosa para conseguir de Francia pequeñas ventajas respecto a determinados asuntos, como los relativos a Marruecos y la ciudad internacional de Tánger.
Al proclamarse la Segunda República Española abandonó su cargo, para mantenerse adicto al monarca destronado Alfonso XIII quien inicialmente se instaló precisamente en París. Allí José Quiñones de León encabezó la pequeña corte que rodeaba al exrey, poniendo a su servicio los contactos que mantenía en todos los círculos, políticos y diplomáticos de la capital francesa. Se rumoreó que también le proporcionaba al exrey compañía femenina. Quiñones de León vivía en el Hotel Meurice pero disponía de un piso que se convirtió en el centro del movimiento monárquico alfonsino que pretendía derribar la República y devolverle a Alfonso XIII «su» trono. En este sentido, Quiñones de León visitaba con frecuencia en su hotel al líder monárquico José Calvo Sotelo, también exiliado en París. Según Ángel Viñas, el exrey «en ciertos momentos, pasó por dificultades pecuniarias para mantener su tren de vida y sus amantes».
Ya en los meses preliminares a la guerra civil española entró de nuevo, con plena actividad, en la escena política y diplomática. Su participación en la guerra española fue directa, hasta el punto de intervenir en el flete del avión Dragón Rapide que iría a buscar al general Franco a las Islas Canarias. En el curso de la contienda su habitación del hotel Maurice fue centro de una vasta y eficaz organización al servicio del rebelde Franco. Con este motivo llevó sus gestiones hasta el extremo de arruinar su propia fortuna personal.
Murió en París en 1957 y fue enterrado en el cementerio del Père Lachaise.